# Csibefutam
A Csibefutam (eredeti cím: Chicken Run) 2000-ben bemutatott amerikai–brit gyurmafilm, amely a 4. DreamWorks-film. Az animációs játékfilm rendezői Peter Lord és Nick Park, producerei Peter Lord, Nick Park és David Sproxton. A forgatókönyvet Karey Kirkpatrick írta, a zenéjét Harry Gregson-Williams és John Powell szerezte. A mozifilm a DreamWorks Animation, az Aardman Animations és a Pathé gyártásában készült, és ugyancsak a DreamWorks Pictures forgalmazásában jelent meg. Műfaja drámai kalandos filmvígjáték.
Amerikában 2000. június 21-én, Nagy-Britanniában 2000. június 30-án, Magyarországon 2000. augusztus 17-én mutatták be a mozikban.
A filmet a Wallace és Gromit alkotói készítették el.

## Cselekmény
A történet az 1950-es években játszódik az angliai Yorkshire-ben, a Tepsi-tanyán, mely egy második világháborús fogolytáborra emlékeztet. A farm egyik tyúkja, Rozsda (eredeti nevén: Ginger), nem riad vissza semmitől, megpróbálja kiszöktetni a csirkéket a telepről, különféle tervek, valamint Csóró (Nick) és Csali (Fetcher), a két csempész patkány segítségével. Alkalomadtán megpróbálkoznak a kerítés alatti ásással megszökni. Mindazonáltal Rozsdát mindig elfogja a farm egyik tulajdonosa, Tepsi gazda (Mr. Tweedy) és kutyái. Amíg az említett csirkét magánzárkában tartják, Mac, az intelligens, de kissé lökött tyúk segítségével a többiek újabb koncepciókat dolgoznak ki, hogy megvalósítsák szökésük egyetlen reményét: átrepülni a kerítés fölött.
Szökésüknek nem elhanyagolható okai vannak, többek között a szigorú selejtezési rendszer, amiben az a tyúk, aki egy hétig nem tojik, azt elviszik, lenyakazzák, és Tepsiék tányérjára kerül vacsoraként. Tepsiné (az eredetiben: Mrs. Tweedy), a farm gazdasszonya és tulajdonképpeni ügyvivője a gazdaság pénzügyi fenntartásával küzd, az egyre csökkenő tojástermelés mellett. Kapzsisága nem ismer határt: kezdi megelégelni az alacsony profitot. Arculatváltás mellett dönt, ezért rendel egy pitegyártó gépet.
Tepsi gazda (jogosan) azt gyanítja, a tyúkok szökést terveznek. Neje azonban paranoiaként fogja fel ötletét, melyet elutasít a maga durva és hatalmaskodó módján.
Amíg a gazdasszony a házhoz szállítást várja, az egyik éjszakán egy Rhode Island-fajtájú vörös kakas, Rocky landol a telepen, szárnyát törve. Míg a többiek csodálkozva szemlélik a jövevényt, Rozsda meggyőzi őket, hogy segíthet nekik megtanulni repülni. Rocky azonban valójában nem tud repülni, így megpróbálja az időt húzni azáltal, hogy a csirkéket látszólag hiábavaló edzéseken, gyakorlatokon át próbálja a repülés alapjaira okítani, amíg ő a sérült szárnyát ápoltatja.
Tepsiék megkezdik a tyúkok felhizlalását, hogy megfelelőek legyenek, mire megérkezik a gép. A szerkezet hamarosan megérkezik. Amikor a gazda megkezdi az összeszerelését, Rozsda rájön Tepsiné aljas tervére, és arra, hogy idejük vészesen fogy a szökésre tett erőfeszítések tekintetében. A szerelés végeztével Tepsi gazda megpróbálja a főkolompost a gépen keresztül feldolgozni, de Rocky megmenti, és közben sikerül elrontania a pitegépet. Ezzel adnak még maguknak egy kis időt, míg a gazda a javítással bajlódik.
Másnap Rocky titokban megszökik, és otthagyja a „Repülő kakas” plakát másik darabját, amivel a tyúkok rájönnek, hogy Rocky valójában nem tud repülni, hanem csak egy cirkuszi ágyúval „lőtték ki”. Ezt követően egy csúnya verekedés tör ki a tyúkok között, amit Taréj, az öreg, és katonás természetű kakas próbál szétválasztani, sikertelenül. Rozsda, miután sikeresen megállítja a tömegverekedést, megkérdezi Taréjt, hogy mi az a „kasztni”, amit folyamatosan emleget. Miután megkapja a választ, miszerint a „kasztni” valójában egy repülőgép, Rozsda a többi tyúkkal együtt elhatározza, hogy építenek egy repülőgépet és azzal szöknek meg. A tyúkok Csóró és Csali közreműködésével nekilátnak a repülő megépítésének, mialatt Tepsi gazda a pitekészítő gépet javítja.
Mindeközben Rocky egy triciklivel Anglia útjait járja, távol a Tepsi tanyától. Útja közben azonban felfigyel egy óriás plakátra, ami Tepsiné csirkés pitéit reklámozza. Rocky ráeszmél, hogy a csirkék tényleg életveszélyben vannak, és visszaindul, hogy segítsen a csirkék megmenekülésében.
Ezalatt a csirkék minden erőfeszítésükkel a repülő megépítésen dolgoznak, azonban a dolgok rossz irányba fordulnak, amikor Tepsi gazda megszereli a gépet, majd Tepsiné utasítására elindul, hogy az összes tyúkot a gépbe vigye. Tepsi gazda felfedezi a csirkék tervét, akik pedig megtámadják, megkötözik és egy ól alá rakják őt.
A gép végül elkészül, a csirkék indulnának, azonban Taréj, aki a gép pilótája (volna), közli, hogy nem tudja elvezetni a gépet, révén hogy ő csak egy kabala volt a Légierőnél. Rozsda azonban meggyőzi, hogy menni fog neki a gép elvezetése, majd megkezdik a felszállást. Tepsi gazda időközben magához tér és ledönti a rámpát, amin a gép felszállt volna, Rozsda elindul, hogy visszaállítsa, azonban Tepsiné megtámadja. Rocky visszatér és a triciklijével fejen üti Tepsinét, aki elveszti az eszméletét. Rocky és Rozsda sikeresen visszaállítják a rámpát, majd a gép alulsó részébe gabalyodott karácsonyfa égősoron felmásznak a gépre.
Tepsiné magához tér és az égősoron megpróbál felmászni a gépre, hogy megakadályozza a csirkék szökését. Rozsda megpróbálja levágni az égősort, azonban kiesik a gépből, ahol a józan eszét már teljesen elvesztett Tepsiné próbálja lenyakazni őt a baltájával. Rozsdának sikerül átvernie Tepsinét, aki akaratán kívül levágja a vezetéket, majd leesik a repülőről a pitegépbe, ami később felrobban.
Végül Rocky, Rozsda és a többi tyúk a repülővel sikeresen megszökik a farmról, és egy tó közepén lévő zöld szigetre jutnak, ahol végre szabadon és boldogan élhetnek. Csóró és Csali eközben eltöpreng a tyúk tojás problémán

## Szereplők
| Szereplő        | Szereplő       | Eredeti hang       | Magyar hang                                |
| magyarul        | angolul        | Eredeti hang       | Magyar hang                                |
| --------------- | -------------- | ------------------ | ------------------------------------------ |
| Rozsda          | Ginger         | Julia Sawalha      | Román Judit                                |
| Rocky           | Rocky          | Mel Gibson         | Dörner György                              |
| Tepsiné         | Melisha Tweedy | Miranda Richardson | Menszátor Magdolna                         |
| Tepsi gazda     | Willard Tweedy | Tony Haygarth      | Melis Gábor                                |
| Taréj           | Fowler         | Benjamin Whitrow   | Dobránszky Zoltán                          |
| Csóró           | Nick           | Timothy Spall      | Bochkor Gábor                              |
| Csali           | Fetcher        | Phil Daniels       | Boros Lajos                                |
| Mac             | Mac            | Lynn Ferguson      | Schell Judit                               |
| Csipa           | Babs           | Jane Horrocks      | Csarnóy Zsuzsanna                          |
| Husi            | Bunty          | Imelda Staunton    | Halász Aranka                              |
| Cirkuszigazgató | Ring-master    | John Sharian       | Lázár Sándor                               |
| Csirkék         | Chickens       | Lisa Kay           | Grúber Zita Némedi Mari Kisfalvi Krisztina |

## Fordítás
Ez a szócikk részben vagy egészben  a   Chicken Run című angol Wikipédia-szócikk ezen változatának fordításán alapul.  Az eredeti cikk szerkesztőit annak laptörténete sorolja fel. Ez a jelzés csupán a megfogalmazás eredetét és a szerzői jogokat jelzi, nem szolgál a cikkben szereplő információk forrásmegjelöléseként.

## Televíziós megjelenések
TV2, Comedy Central 